# Saint Vincent és a Grenadine-szigetek az 1996. évi nyári olimpiai játékokon
Saint Vincent és a Grenadine-szigetek az egyesült államokbeli Atlantában megrendezett 1996. évi nyári olimpiai játékok egyik részt vevő nemzete volt. Az országot az olimpián 1 sportágban 8 sportoló képviselte, akik érmet nem szereztek.

## Atlétika
Férfi
| Versenyző                                                   | Versenyszám     | Előfutam | Előfutam | Előfutam | Negyeddöntő | Negyeddöntő | Negyeddöntő | Elődöntő | Elődöntő | Elődöntő | Döntő   | Döntő    |
| Versenyző                                                   | Versenyszám     | Idő      | Hely.    | Össz.    | Idő         | Hely.       | Össz.       | Idő      | Hely.    | Össz.    | Idő     | Helyezés |
| ----------------------------------------------------------- | --------------- | -------- | -------- | -------- | ----------- | ----------- | ----------- | -------- | -------- | -------- | ------- | -------- |
| Joel Mascoll                                                | 100 m           | 10,64    | 5.       | 71.      | kiesett     | kiesett     | kiesett     | kiesett  | kiesett  | kiesett  | kiesett | kiesett  |
| Eswort Coombs                                               | 400 m           | 45,84    | 1.       | 19.      | 45,43       | 4.          | 20.         | 45,36    | 6.       | 11.      | kiesett | kiesett  |
| Pamenos Ballantyne                                          | Maraton         |          |          |          |             |             |             |          |          |          | 2:34:16 | 95.      |
| Kambon Sampson Joel Mascoll Eswort Coombs Kahlil Cato       | 4 × 100 m váltó | 40,54    | 6.       | 26.      |             |             |             | kiesett  | kiesett  | kiesett  | kiesett | kiesett  |
| Eswort Coombs Thomas Dickson Eversley Linley Kambon Sampson | 4 × 400 m váltó | 3:06,52  | 5.       | 20.      |             |             |             | kiesett  | kiesett  | kiesett  | kiesett | kiesett  |

Női
| Versenyző          | Versenyszám | Előfutam | Előfutam | Előfutam | Negyeddöntő | Negyeddöntő | Negyeddöntő | Elődöntő | Elődöntő | Elődöntő | Döntő   | Döntő    |
| Versenyző          | Versenyszám | Idő      | Hely.    | Össz.    | Idő         | Hely.       | Össz.       | Idő      | Hely.    | Össz.    | Idő     | Helyezés |
| ------------------ | ----------- | -------- | -------- | -------- | ----------- | ----------- | ----------- | -------- | -------- | -------- | ------- | -------- |
| Natalie Martindale | 100 m       | 12,25    | 8.       | 51.      | kiesett     | kiesett     | kiesett     | kiesett  | kiesett  | kiesett  | kiesett | kiesett  |